# كأس آسيا تحت 23 سنة 2020
كأس بطولة آسيا تحت 23 سنة لكرة القدم 2020 المعروفة أيضا باسم كأس بطولة آسيا تحت 23 سنة لكرة القدم 2020 هي النسخة الرابعة من بطولة آسيا تحت 23 سنة لكرة القدم 2020، وهي بطولة كرة قدم إثنا سنوية دولية مقيدة في السن ينظمها الاتحاد الآسيوي لكرة القدم من أجل الفرق الوطنية للرجال تحت 23 سنة. وسيتنافس ما مجموعه 16 فريقا في المسابقة. ومن المقرر عقدها في الفترة من 8 إلى 26 يناير 2020 تايلاند مستضيفة البطولة.
بطولة آسيا تحت 23 سنة لكرة القدم 2020، هي بطولة مقررة لتأهل ل دورة الألعاب الأولمبية الصيفية 2020 في طوكيو. حيث تأهل 3 منتخبات لدورة الألعاب الأولمبية الصيفية في اليابان 2020 مع المنتخب الياباني البلد المضيف).

## اختيار المستضيف
- تايلاند

## المنتخبات المشاركة
تتأهل المنتخبات ال 16 التالية للبطولة النهائيات بطولة آسيا تحت 23 سنة لكرة القدم 2020
| المنتخب                  | الطريقة التأهيل      | تاريخ التأهيل | مشاركة سابقة في البطولة1                                                                                                | عدد المشاركات في بطولة | أفضل أداء سابق |
| ------------------------ | -------------------- | ------------- | --- | ---------------------- | --- |
| تايلاند                  | مضيف                 | 30 أغسطس 2018 | 2 (بطولة آسيا تحت 23 سنة لكرة القدم 2016، بطولة آسيا تحت 23 سنة لكرة القدم 2018)                                        | مشاركة الثالثة         | مرحلة المجموعات (بطولة آسيا تحت 23 سنة لكرة القدم 2016، مرحلة المجموعات بطولة آسيا تحت 23 سنة لكرة القدم 2018)                                                        |
| قطر                      | متصدر المجموعة أ     | 26 مارس 2019  | 2 (بطولة آسيا تحت 23 سنة لكرة القدم 2016، بطولة آسيا تحت 23 سنة لكرة القدم 2018)                                        | مشاركة الثالثة         | المركز الثالث (بطولة آسيا تحت 23 سنة لكرة القدم 2018) |
| البحرين                  | متصدر المجموعة ب     | 26 مارس 2019  | اول مرة | لا يوجد                | لا يوجد |
| العراق                   | متصدر المجموعة ج     | 26 مارس 2019  | 3 (بطولة آسيا تحت 23 سنة لكرة القدم 2013، بطولة آسيا تحت 23 سنة لكرة القدم 2016، بطولة آسيا تحت 23 سنة لكرة القدم 2018) | مشاركة الثالثة         | بطل (بطولة آسيا تحت 23 سنة لكرة القدم 2013) |
| الإمارات العربية المتحدة | متصدر المجموعة د     | 26 مارس 2019  | 2 (بطولة آسيا تحت 23 سنة لكرة القدم 2013, بطولة آسيا تحت 23 سنة لكرة القدم 2016)                                        | مشاركة الثانية         | ربع النهائي (بطولة آسيا تحت 23 سنة لكرة القدم 2013، بطولة آسيا تحت 23 سنة لكرة القدم 2016)                                                                            |
| الأردن                   | متصدر المجموعة ر     | 26 مارس 2019  | 3 (بطولة آسيا تحت 23 سنة لكرة القدم 2013، بطولة آسيا تحت 23 سنة لكرة القدم 2016، بطولة آسيا تحت 23 سنة لكرة القدم 2018) | مشاركة الثالثة         | مركز الثالث (بطولة آسيا تحت 23 سنة لكرة القدم 2013) |
| أوزبكستان                | متصدر المجموعة س     | 26 مارس 2019  | 3 (بطولة آسيا تحت 23 سنة لكرة القدم 2013، بطولة آسيا تحت 23 سنة لكرة القدم 2016، بطولة آسيا تحت 23 سنة لكرة القدم 2018) | مشاركة الثالثة         | (بطل بطولة آسيا تحت 23 سنة لكرة القدم 2018) |
| كوريا الشمالية           | متصدر المجموعة ص     | 26 مارس 2019  | 3 (بطولة آسيا تحت 23 سنة لكرة القدم 2013، بطولة آسيا تحت 23 سنة لكرة القدم 2016، بطولة آسيا تحت 23 سنة لكرة القدم 2018) | مشاركة الثالثة         | ربع النهائي (بطولة آسيا تحت 23 سنة لكرة القدم 2016) |
| كوريا الجنوبية           | متصدر المجموعة ط     | 26 مارس 2019  | 3 (بطولة آسيا تحت 23 سنة لكرة القدم 2013، بطولة آسيا تحت 23 سنة لكرة القدم 2016، بطولة آسيا تحت 23 سنة لكرة القدم 2018) | مشاركة الثالثة         | مركز الرابع (بطولة آسيا تحت 23 سنة لكرة القدم 2013، بطولة آسيا تحت 23 سنة لكرة القدم 2018)                                                                            |
| اليابان                  | متصدر المجموعة ع     | 26 مارس 2019  | 3 (بطولة آسيا تحت 23 سنة لكرة القدم 2013، بطولة آسيا تحت 23 سنة لكرة القدم 2016، بطولة آسيا تحت 23 سنة لكرة القدم 2018) | مشاركة الثالثة         | بطل (بطولة آسيا تحت 23 سنة لكرة القدم 2016) |
| الصين                    | متصدر المجموعة ف     | 26 مارس 2019  | 3 (بطولة آسيا تحت 23 سنة لكرة القدم 2013، بطولة آسيا تحت 23 سنة لكرة القدم 2016، بطولة آسيا تحت 23 سنة لكرة القدم 2018) | مشاركة الثالثة         | مرحلة المجموعات (بطولة آسيا تحت 23 سنة لكرة القدم 2013، مرحلة المجموعات بطولة آسيا تحت 23 سنة لكرة القدم 2016، مرحلة المجموعات بطولة آسيا تحت 23 سنة لكرة القدم 2018) |
| فيتنام                   | متصدر المجموعة ن     | 26 مارس 2019  | 2 (بطولة آسيا تحت 23 سنة لكرة القدم 2013، بطولة آسيا تحت 23 سنة لكرة القدم 2016، بطولة آسيا تحت 23 سنة لكرة القدم 2018) | مشاركة الثانية         | الوصيف (بطولة آسيا تحت 23 سنة لكرة القدم 2018) |
| أستراليا                 | الأفضل الوصيف الأول  | 26 مارس 2019  | 3 (بطولة آسيا تحت 23 سنة لكرة القدم 2013، بطولة آسيا تحت 23 سنة لكرة القدم 2016، بطولة آسيا تحت 23 سنة لكرة القدم 2018) | مشاركة الثالثة         | ربع النهائي (بطولة آسيا تحت 23 سنة لكرة القدم 2013) |
| إيران                    | الأفضل الوصيف الثاني | 26 مارس 2019  | 2 (بطولة آسيا تحت 23 سنة لكرة القدم 2013، بطولة آسيا تحت 23 سنة لكرة القدم 2016، بطولة آسيا تحت 23 سنة لكرة القدم 2018) | مشاركة الثانية         | ربع النهائي (بطولة آسيا تحت 23 سنة لكرة القدم 2016) |
| سوريا                    | الأفضل الوصيف الثالث | 26 مارس 2019  | 3 (بطولة آسيا تحت 23 سنة لكرة القدم 2013، بطولة آسيا تحت 23 سنة لكرة القدم 2016، بطولة آسيا تحت 23 سنة لكرة القدم 2018) | مشاركة الثالثة         | ربع النهائي (بطولة آسيا تحت 23 سنة لكرة القدم 2013) |
| السعودية                 | الأفضل الوصيف الرابع | 26 مارس 2019  | 3 (بطولة آسيا تحت 23 سنة لكرة القدم 2013، بطولة آسيا تحت 23 سنة لكرة القدم 2016، بطولة آسيا تحت 23 سنة لكرة القدم 2018) | مشاركة الثالثة         | الوصيف (بطولة آسيا تحت 23 سنة لكرة القدم 2013) |

## أماكن وملاعب
ستقام المسابقة في أربعة ملاعب في مدينتين.
| بانكوك            | بانكوك                                       |
| ----------------- | -------------------------------------------- |
| ملعب راجامانغالا  | الملعب الوطني (تايلاند) أو ملعب سوباتشالاساي |
| سعة: 49,722       | سعة: 19,793                                  |
|                   |                                              |
| محافظة باثوم ثاني |                                              |
| ملعب تاماسات      | استاد ليو                                    |
| سعة: 25,000       | سعة: 16,014                                  |
|                   |                                              |

## القرعة
القرعة 16 فريقًا المنافسة في النهائية بطولة آسيا تحت 23 سنة لكرة القدم 2018 في تايلاند.
| الوعاء 1                                            | الوعاء 2                                                 | الوعاء 3                                   | الوعاء 4                                                 |
| --------------------------------------------------- | -------------------------------------------------------- | ------------------------------------------ | -------------------------------------------------------- |
| 1. تايلاند (المستضيف) 2. أوزبكستان 3. فيتنام 4. قطر | 1. كوريا الجنوبية 2. العراق 3. اليابان 4. كوريا الشمالية | 1. الصين 2. أستراليا 3. الأردن 4. السعودية | 1. سوريا 2. إيران 3. الإمارات العربية المتحدة 4. البحرين |

## مرحلة المجموعات
صعد أفضل فريقين من كل مجموعة إلى ربع النهائي.

معايير كسر التعادل
تم ترتيب الفرقة وفقاً للنقاط (3 نقاط للفوز، نقطة للتعادل، لا شيء للخسارة). في حالة التساوي بالنقاط، تطبق المعايير التالية وذلك حسب الترتيب التالي:
1. أكبر عدد من النقاط المحصل عليها في مباريات المجموعة بين الفرق المعنية؛
2. فارق الأهداف الناتج عن مباريات المجموعة بين الفرق المعنية؛
3. أكبر عدد من الأهداف المسجلة في مباريات المجموعة بين الفرق المعنية؛
4. إذا كانت الفرق لا تزال متساوية بالترتيب، بعد تطبيق المعايير 1 إلى 3، يعاد تطبيق المعايير 1 إلى 3 حصرياً للمباريات بين الفرق المعنية لتحديد ترتيبهم النهائي. إذا لم يؤدي هذا الإجراء إلى قرار، يطبق المعيارين 5 و9؛
5. فارق الأهداف في جميع مباريات المجموعة؛
6. أكبر عدد من الأهداف المسجلة في جميع مباريات المجموعة؛
7. ركلات الجزاء الترجيحية في حال كان فريقين فقط متساوين وكلاهما على أرض الملعب؛
8. أقل نتيجة محتسبة وفقاً لعدد البطاقات الصفراء والحمراء التي تحصل عليها الفريق في مباريات المجموعة (نقطة للحصول على بطاقة صفراء واحدة، 3 نقاط للحصول على بطاقة حمراء نتيجة التحصل على بطاقتين صفراوين، 3 نقاط للحصول على بطاقة حمراء مباشرة، 4 نقاط للحصول على بطاقة صفراء يتبعها بطاقة حمراء مباشرة)؛
9. إجراء القرعة.

جميع الأوقات كانت محلية في تايلاند،ت ع م (ت ع م+7)

### المجموعة أ
| م | الفريق      | لعب | ف | ت | خ | أ.له | أ.ع | أ.ف | نقاط | التأهل             |
| - | ----------- | --- | - | - | - | ---- | --- | --- | ---- | ------------------ |
| 1 | أستراليا    | 3   | 1 | 2 | 0 | 4    | 3   | +1  | 5    | مرحلة خروج المغلوب |
| 2 | تايلاند (H) | 3   | 1 | 1 | 1 | 7    | 3   | +4  | 4    | مرحلة خروج المغلوب |
| 3 | العراق      | 3   | 0 | 3 | 0 | 4    | 4   | 0   | 3    |                    |
| 4 | البحرين     | 3   | 0 | 2 | 1 | 3    | 8   | −5  | 2    |                    |

| العراق       | 1–1                      | أستراليا      |
| ------------ | ------------------------ | ------------- |
| - Nassif 77' | Live Report Stats Report | - Piscopo 62' |

| تايلاند                                                   | 5–0                      | البحرين |
| --------------------------------------------------------- | ------------------------ | ------- |
| - Suphanat 12'، 79' - Supachok 47' - Jaroensak 89'، 90+2' | Live Report Stats Report |         |

| البحرين                 | 2–2                      | العراق                         |
| ----------------------- | ------------------------ | ------------------------------ |
| - Isa 44' - Marhoon 86' | Live Report Stats Report | - Al-Ammari 65' - Nassif 90+2' |

| أستراليا              | 2–1                      | تايلاند    |
| --------------------- | ------------------------ | ---------- |
| - D'Agostino 43'، 76' | Live Report Stats Report | - Anon 24' |

| تايلاند               | 1–1                      | العراق       |
| --------------------- | ------------------------ | ------------ |
| - Jaroensak 6' (ركل.) | Live Report Stats Report | - Nassif 49' |

| أستراليا        | 1–1                      | البحرين         |
| --------------- | ------------------------ | --------------- |
| - Najjarine 34' | Live Report Stats Report | - Marhoon 45+3' |

### المجموعة ب
| م | الفريق   | لعب | ف | ت | خ | أ.له | أ.ع | أ.ف | نقاط | التأهل             |
| - | -------- | --- | - | - | - | ---- | --- | --- | ---- | ------------------ |
| 1 | السعودية | 3   | 2 | 1 | 0 | 3    | 1   | +2  | 7    | مرحلة خروج المغلوب |
| 2 | سوريا    | 3   | 1 | 1 | 1 | 4    | 4   | 0   | 4    | مرحلة خروج المغلوب |
| 3 | قطر      | 3   | 0 | 3 | 0 | 3    | 3   | 0   | 3    |                    |
| 4 | اليابان  | 3   | 0 | 1 | 2 | 3    | 5   | −2  | 1    |                    |

| قطر                                   | 2–2                      | سوريا                      |
| ------------------------------------- | ------------------------ | -------------------------- |
| - Abdurisag 1' - Mohammad 22' (هـ.ذ.) | Live Report Stats Report | - Barakat 31' - Dali 90+4' |

| اليابان       | 1–2                      | السعودية                              |
| ------------- | ------------------------ | ------------------------------------- |
| - Meshino 56' | Live Report Stats Report | - Al-Khulaif 48' - Ghareeb 88' (ركل.) |

| السعودية | 0–0                      | قطر |
| -------- | ------------------------ | --- |
|          | Live Report Stats Report |     |

| سوريا                          | 2–1                      | اليابان    |
| ------------------------------ | ------------------------ | ---------- |
| - Barakat 9' (ركل.) - Dali 88' | Live Report Stats Report | - Soma 30' |

| قطر                   | 1–1                      | اليابان     |
| --------------------- | ------------------------ | ----------- |
| - Al-Ahrak 79' (ركل.) | Live Report Stats Report | - Ogawa 73' |

| السعودية          | 1–0                      | سوريا |
| ----------------- | ------------------------ | ----- |
| - Al-Buraikan 80' | Live Report Stats Report |       |

### المجموعة ج
| م | الفريق         | لعب | ف | ت | خ | أ.له | أ.ع | أ.ف | نقاط | التأهل             |
| - | -------------- | --- | - | - | - | ---- | --- | --- | ---- | ------------------ |
| 1 | كوريا الجنوبية | 3   | 3 | 0 | 0 | 5    | 2   | +3  | 9    | مرحلة خروج المغلوب |
| 2 | أوزبكستان      | 3   | 1 | 1 | 1 | 4    | 3   | +1  | 4    | مرحلة خروج المغلوب |
| 3 | إيران          | 3   | 1 | 1 | 1 | 3    | 3   | 0   | 4    |                    |
| 4 | الصين          | 3   | 0 | 0 | 3 | 0    | 4   | −4  | 0    |                    |

| أوزبكستان            | 1–1                      | إيران            |
| -------------------- | ------------------------ | ---------------- |
| - Kobilov 40' (ركل.) | Live Report Stats Report | - رضا دهقاني 58' |

| كوريا الجنوبية        | 1–0                      | الصين |
| --------------------- | ------------------------ | ----- |
| - Lee Dong-jun ‏ 90+3' | Live Report Stats Report |       |

| إيران         | 1–2                      | كوريا الجنوبية                        |
| ------------- | ------------------------ | ------------------------------------- |
| - Shekari 54' | Live Report Stats Report | - Lee Dong-jun ‏ 22' - تشو غو سونغ 35' |

| الصين | 0–2                      | أوزبكستان                                |
| ----- | ------------------------ | ---------------------------------------- |
|       | Live Report Stats Report | - Kobilov 45+3' (ركل.) - Tukhtasinov 80' |

| أوزبكستان          | 1–2                      | كوريا الجنوبية       |
| ------------------ | ------------------------ | -------------------- |
| - Abdikholikov 21' | Live Report Stats Report | - Oh Se-hun ‏ 5'، 71' |

| الصين | 0–1                      | إيران                  |
| ----- | ------------------------ | ---------------------- |
|       | Live Report Stats Report | - Noorafkan 87' (ركل.) |

### المجموعة د
| م | الفريق                   | لعب | ف | ت | خ | أ.له | أ.ع | أ.ف | نقاط | التأهل             |
| - | ------------------------ | --- | - | - | - | ---- | --- | --- | ---- | ------------------ |
| 1 | الإمارات العربية المتحدة | 3   | 1 | 2 | 0 | 3    | 1   | +2  | 5    | مرحلة خروج المغلوب |
| 2 | الأردن                   | 3   | 1 | 2 | 0 | 3    | 2   | +1  | 5    | مرحلة خروج المغلوب |
| 3 | كوريا الشمالية           | 3   | 1 | 0 | 2 | 3    | 5   | −2  | 3    |                    |
| 4 | فيتنام                   | 3   | 0 | 2 | 1 | 1    | 2   | −1  | 2    |                    |

| فيتنام | 0–0                      | الإمارات العربية المتحدة |
| ------ | ------------------------ | ------------------------ |
|        | Live Report Stats Report |                          |

| كوريا الشمالية        | 1–2                      | الأردن                               |
| --------------------- | ------------------------ | ------------------------------------ |
| - Ryang Hyon-ju 90+1' | Live Report Stats Report | - Bani Atieh 45+1' (ركل.) - Hani 74' |

| الإمارات العربية المتحدة               | 2–0                      | كوريا الشمالية |
| -------------------------------------- | ------------------------ | -------------- |
| - خليفة الحمادي 17' - زايد العامري 30' | Live Report Stats Report |                |

| الأردن | 0–0                      | فيتنام |
| ------ | ------------------------ | ------ |
|        | Live Report Stats Report |        |

| فيتنام                | 1–2                      | كوريا الشمالية                                         |
| --------------------- | ------------------------ | ------------------------------------------------------ |
| - نجوين تيان لينه 16' | Live Report Stats Report | - بيوي تاين دونغ 27' (هـ.ذ.) - Ri Chung-gyu 90' (ركل.) |

| الأردن             | 1–1                      | الإمارات العربية المتحدة |
| ------------------ | ------------------------ | ------------------------ |
| - Al-Khawaldeh 79' | Live Report Stats Report | - زايد العامري 41'       |

## مرحلة خروج المغلوب

### القوس
|  | ربع النهائي                  | ربع النهائي                  |         |  | نصف النهائي | نصف النهائي |  |  | النهائي | النهائي |
|  |                              |                              |         |  |             |             |  |  |         |         |
|  | يناير –                      |                              |         |  |             |             |  |  |         |         |
|  |                              |                              |         |  |             |             |  |  |         |         |
|  | الفائز مجموعة أ              |                              |         |  |             |             |  |  |         |         |
|  | يناير –                      |                              |         |  |             |             |  |  |         |         |
|  | الوصيف مجموعة ب              |                              |         |  |             |             |  |  |         |         |
|  | الفائز من ربع النهائي الأول  |                              |         |  |             |             |  |  |         |         |
|  | يناير –                      |                              |         |  |             |             |  |  |         |         |
|  |                              | الفائز من ربع النهائي الثالث |         |  |             |             |  |  |         |         |
|  | الفائز مجموعة ج              |                              |         |  |             |             |  |  |         |         |
|  |                              |                              | يناير – |  |             |             |  |  |         |         |
|  | الوصيف مجموعة د              |                              |         |  |             |             |  |  |         |         |
|  | الفائز من شبه النهائي الأول  |                              |         |  |             |             |  |  |         |         |
|  | يناير –                      |                              |         |  |             |             |  |  |         |         |
|  |                              | الفائز من شبه النهائي الثاني |         |  |             |             |  |  |         |         |
|  | الفائز مجموعة ب              |                              |         |  |             |             |  |  |         |         |
|  | يناير –                      |                              |         |  |             |             |  |  |         |         |
|  | الوصيف مجموعة أ              |                              |         |  |             |             |  |  |         |         |
|  | الفائز من ربع النهائي الثاني |                              |         |  |             |             |  |  |         |         |
|  | يناير –                      |                              |         |  |             |             |  |  |         |         |
|  |                              | الفائز من ربع النهائي الرابع |         |  | النهائي     | النهائي     |  |  |         |         |
|  | الفائز مجموعة د              | الفائز من ربع النهائي الرابع |         |  | النهائي     | النهائي     |  |  |         |         |
|  |                              |                              | يناير – |  |             |             |  |  |         |         |
|  | الوصيف مجموعة ج              |                              |         |  |             |             |  |  |         |         |
|  | الخاسر من شبه النهائي الأول  |                              |         |  |             |             |  |  |         |         |
|  |                              |                              |         |  |             |             |  |  |         |         |
|  | الخاسر من شبه النهائي الثاني |                              |         |  |             |             |  |  |         |         |
|  |                              |                              |         |  |             |             |  |  |         |         |

### ربع النهائي
| الفائز مجموعة أ | ضد | الوصيف مجموعة ب |
| --------------- | -- | --------------- |
|                 |    |                 |

| الفائز مجموعة ب | ضد | الوصيف مجموعة أ |
| --------------- | -- | --------------- |
|                 |    |                 |

| الفائز مجموعة ج | ضد | الوصيف مجموعة د |
| --------------- | -- | --------------- |
|                 |    |                 |

| الفائز مجموعة د | ضد | الوصيف مجموعة ج |
| --------------- | -- | --------------- |
|                 |    |                 |

### نصف النهائي
| الفائز من ربع النهائي الأول | ضد | الفائز من ربع النهائي الثالث |
| --------------------------- | -- | ---------------------------- |
|                             |    |                              |

| الفائز من ربع النهائي الثاني | ضد | الفائز من ربع النهائي الرابع |
| ---------------------------- | -- | ---------------------------- |
|                              |    |                              |

### مباراة المركز الثالث
| الخاسر من شبه النهائي الأول | ضد | الخاسر من شبه النهائي الثاني |
| --------------------------- | -- | ---------------------------- |
|                             |    |                              |

### النهائي
| الفائز من شبه النهائي الأول | ضد | الفائز من شبه النهائي الثاني |
| --------------------------- | -- | ---------------------------- |
|                             |    |                              |

### الفرق المتأهلة إلى الألعاب الأولمبية
تأهلت الفرق الثلاثة من الاتحاد الآسيوي لكرة القدم إلى دورة الألعاب الأولمبية الصيفية 2020 في اليابان.
ملاحظة: تأهلت المنتخب اليابان لكرة القدم إلى دورة الألعاب الأولمبية الصيفية 2020 في اليابان هو مضيف الدورة
| فريق       | تأهل في       | مشاركات سابقة في المسابقة1                                      |
| ---------- | ------------- | --------------------------------------------------------------- |
| اليابان    | 7 سبتمبر 2013 | 10 (1936، 1956، 1964، 1968، 1996، 2000، 2004، 2008، 2012، 2016) |
| يأتي لاحقا | يناير 2020    |                                                                 |
| يأتي لاحقا | يناير 2020    |                                                                 |
| يأتي لاحقا | يناير 2020    |                                                                 |

بالخط العريض يشير إلى أبطال هذه السنة. تشير كلمة «مائل» إلى المستضيفة لهذا العام 2020.